# Sideritis serrata
Sideritis serrata là một loài thực vật có hoa trong họ Hoa môi. Loài này được Cav. ex Lag. miêu tả khoa học đầu tiên năm 1816.